# Associação Mico-Leão-Dourado
A Associação Mico-Leão-Dourado é uma Organização Não-Governamental criada em 1992 com o intuito de conservação da biodiversidade  da Mata Atlântica, dando ênfase na proteção do mico-leão-dourado em seu habitat.
Dentre os objetivos da organização, é conseguir a marca de 25 000 hectares de florestas protegidas para a sobrevivência do mico-leão-dourado, usando como estratégia o incentivo na criação de RPPNs e reflorestamento de áreas degradadas.